# Selección de hockey sobre patines de Estados Unidos
La selección de hockey sobre patines de Estados Unidos es el equipo formado por jugadores de nacionalidad estadounidense que representa a la Federación USA Roller Sports en las competiciones internacionales organizadas por la federación internacional Word Skate (Campeonato del Mundo), y Word Skate America (Campeonato Panamericano).

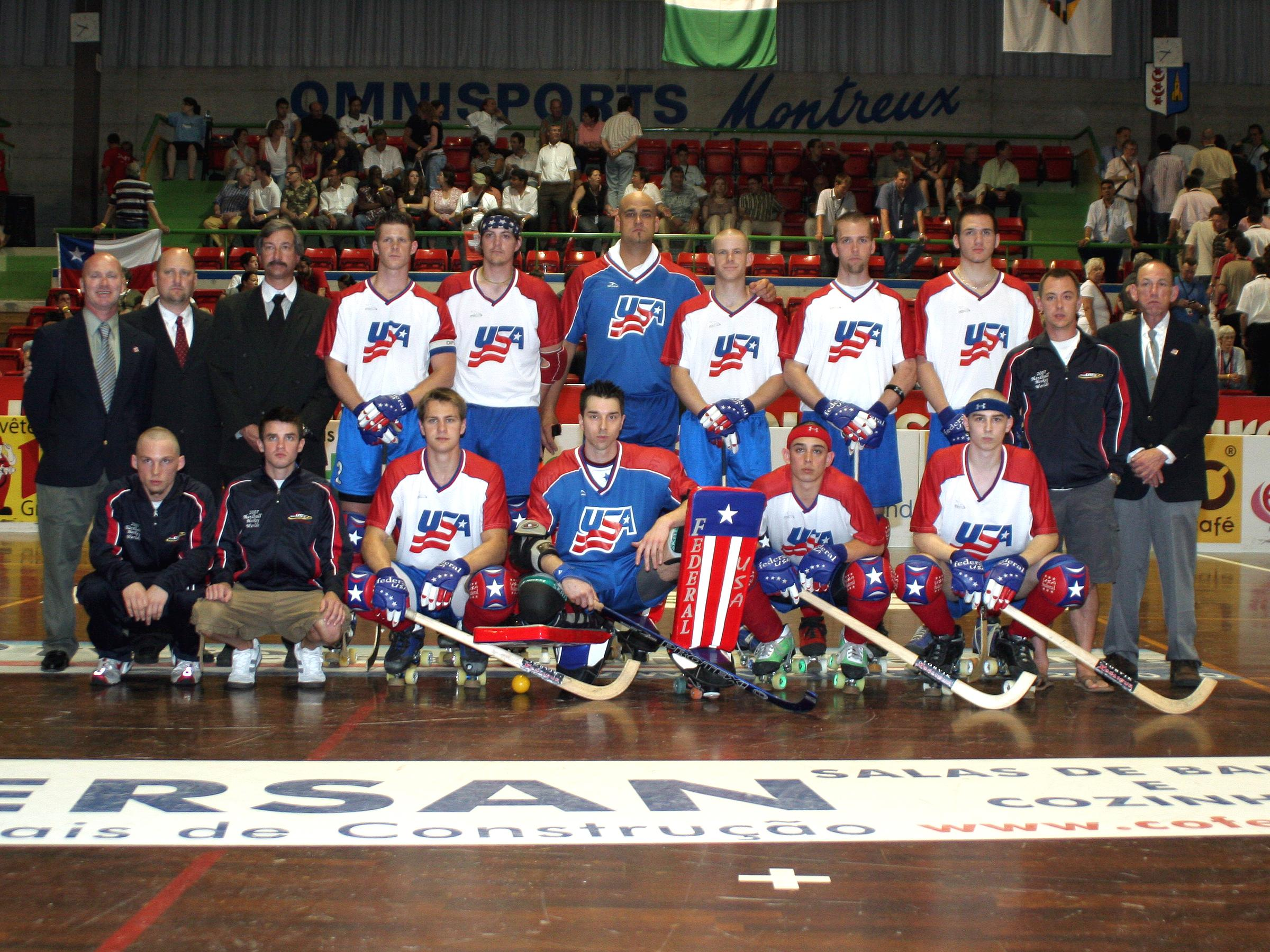
Selección de Estados Unidos en el Mundial de 2007.

## Historial
Desde su creación en 1966 la selección estadounidense ha participado en los siguientes campeonatos:
| Año  | Sede                | Competición      | Equipos | PJ | PG | PE | PP | Posición |
| ---- | ------------------- | ---------------- | ------- | -- | -- | -- | -- | -------- |
| 1966 | Sao Paulo           | XVII Mundial A   | 10      | 9  | 3  | 0  | 6  | 7        |
| 1968 | Oporto              | XVIII Mundial A  | 10      | 9  | 3  | 1  | 5  | 6        |
| 1970 | San Juan            | XIX Mundial A    | 11      | 10 | 1  | 0  | 9  | 10       |
| 1972 | La Coruña           | XX Mundial A     | 12      | 11 | 3  | 1  | 7  | 9        |
| 1974 | Lisboa              | XXI Mundial A    | 12      | 11 | 3  | 1  | 7  | 9        |
| 1976 | Oviedo              | XXII Mundial A   | 12      | 11 | 5  | 3  | 3  | 5        |
| 1978 | San Juan            | XXIII Mundial A  | 12      | 11 | 6  | 0  | 5  | 5        |
| 1979 | San Juan            | I Panamericano   | 5       | 6  | 2  | 0  | 2  | 4        |
| 1980 | Talcahuano          | XXIV Mundial A   | 16      | 10 | 2  | 0  | 8  | 8        |
| 1982 | Barcelos            | XXV Mundial A    | 22      | 17 | 9  | 3  | 5  | 6        |
| 1983 | Sertaozinho         | II Panamericano  | 4       | 6  | 2  | 2  | 2  | 2        |
| 1984 | Novara              | XXVI Mundial A   | 10      | 9  | 3  | 2  | 4  | 6        |
| 1986 | Sertãozinho         | XXVII Mundial A  | 10      | 9  | 4  | 2  | 3  | 5        |
| 1987 | Indianápolis        | III Panamericano | 5       | 5  | 3  | 1  | 1  | 2        |
| 1988 | La Coruña           | XXVIII Mundial A | 10      | 9  | 4  | 0  | 5  | 5        |
| 1989 | San Juan            | XXIX Mundial A   | 12      | 8  | 3  | 1  | 4  | 8        |
| 1991 | Oporto              | XXX Mundial A    | 12      | 8  | 5  | 0  | 3  | 7        |
| 1991 | La Habana           | IV Panamericano  | 6       | 5  | 3  | 0  | 2  | 3        |
| 1993 | Sesto San Giovanni  | XXXI Mundial A   | 12      | 8  | 2  | 1  | 5  | 10       |
| 1993 | La Habana           | V Panamericano   | 6       | .  | .  | .  | .  | 2        |
| 1994 | Santiago de Chile   | VI Mundial B     | 15      | 7  | 3  | 3  | 1  | 5        |
| 1995 | Mar del Plata       | VI Panamericano  | 5       | 3  | 0  | 0  | 3  | 4        |
| 1996 | Veracruz            | VII Mundial B    | 17      | 8  | 8  | 0  | 0  | 1        |
| 1997 | Wuppertal           | XXXIII Mundial A | 12      | 8  | 3  | 0  | 5  | 10       |
| 1998 | Macao               | VIII Mundial B   | 19      | 7  | 6  | 0  | 1  | 2        |
| 1999 | Reus                | XXXIV Mundial A  | 12      | 8  | 0  | 1  | 7  | 12       |
| 2001 | San Juan            | XXXV Mundial A   | 15      | 6  | 3  | 0  | 3  | 11       |
| 2003 | Oliveira de Azeméis | XXXVI Mundial A  | 16      | 6  | 3  | 0  | 3  | 13       |
| 2005 | Mar del Plata       | VII Panamericano | 6       | 5  | 2  | 1  | 2  | 4        |
| 2005 | San José            | XXVII Mundial A  | 16      | 6  | 2  | 0  | 4  | 11       |
| 2007 | Recife              | I Copa América   | 7       | 8  | 0  | 0  | 8  | 7        |
| 2007 | Montreux            | XXVIII Mundial A | 16      | 6  | 1  | 0  | 5  | 16       |
| 2008 | Vanderbijlpark      | XIII Mundial B   | 11      | 6  | 6  | 0  | 0  | 1        |
| 2009 | Vigo                | XXIX Mundial A   | 16      | 6  | 1  | 0  | 5  | 15       |
| 2010 | Vic                 | III Copa América | 10      | 5  | 1  | 0  | 4  | 9        |
| 2010 | Dornbirn            | XIV Mundial B    | 12      | 8  | 8  | 0  | 0  | 1        |
| 2011 | San Juan            | XXX Mundial A    | 16      | 6  | 2  | 0  | 4  | 13       |
| 2013 | Luanda              | XXXI Mundial A   | 16      | 6  | 2  | 0  | 4  | 14       |
| 2014 | Canelones           | XVI Mundial B    | 7       | 4  | 2  | 0  | 2  | 4        |
| 2017 | Nankín              | XLIII Mundial A  | 16      | 6  | 1  | 0  | 5  | 15       |
| 2018 | Bogotá              | IX Panamericano  | 7       | 6  | 1  | 1  | 4  | 5        |
| 2019 | Barcelona           | II Mundial C     | 11      | 5  | 2  | 0  | 3  | 6        |
| 2022 | San Juan            | III Mundial C    | 6       | 6  | 6  | 0  | 0  | 1        |